# Tongva
Tongva je název indiánského kmene, který žil v okolí Los Angeles, nyní je usazen v jižní Kalifornii. Tongva znamená v jazyku kmene lidé žijící na zemi. Tento kmen byl také nazýván Gabrielinos po misii San Gabriel, která zde byla založena v roce 1771. Ta přinesla poevropštění kmene a úpadek zvyků kmene Tongva.
V roce 1781, kdy do oblasti původního usazení dorazili španělští osadníci, zde žilo odhadem asi 5 000 indiánů kmene Tongva. Nyní se odhaduje, že v Kalifornii žije od několika stovek po několik tisíc Gabrielinos.